# علي ناصر الدين
علي ناصر الدين (مواليد 24 يناير 1983 في بيروت) لاعب كرة قدم لبناني دولي يجيد اللعب في خط الهجوم . يلعب حاليا لصالح نادي النجمة اللبناني منذ سنة 1997 .
سجل علي ناصر الدين ضمن قائمة أفضل هدافي الدوري اللبناني لكرة القدم حسب الموسم.

## روابط خارجية
- علي ناصر الدين على موقع قاعدة بيانات كرة القدم.إي يو (الإنجليزية)
- علي ناصر الدين على موقع ناشيونال فوتبول تيمز (الإنجليزية)
- علي ناصر الدين على موقع Soccerway.com (الإنجليزية)
- علي ناصر الدين على موقع GSA (الإنجليزية)